# Sacco (fauteuil)
 (décembre 2019).
Pour les articles homonymes, voir Sacco.

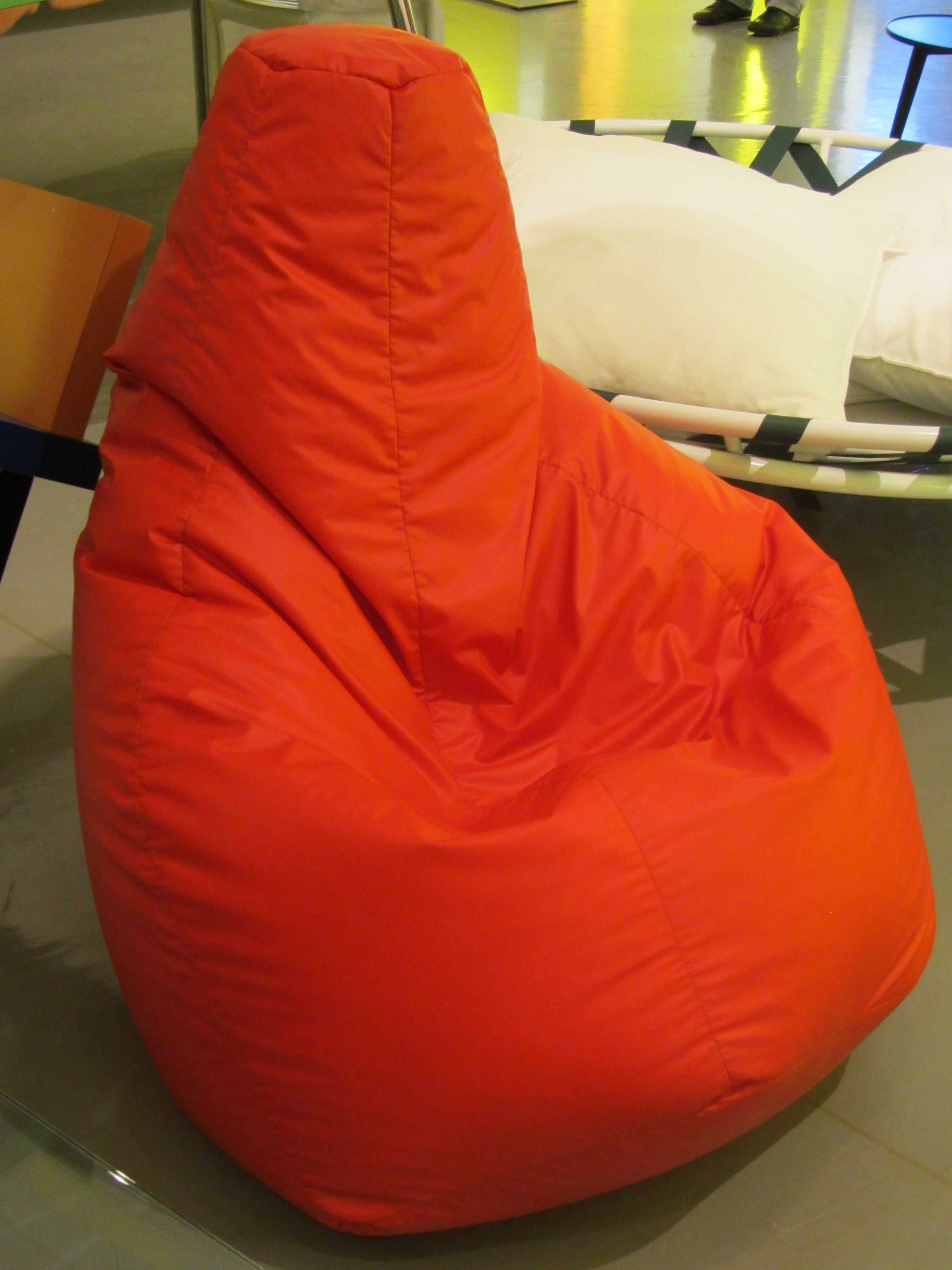
Sacco (1968) : Piero Gatti, Cesare Paolini, Franco Teodoro.

Sacco est un fauteuil conçu par les designers italiens Piero Gatti, Cesare Paolini et Franco Teodoro en 1968 pour la société italienne Zanotta (en). C'est l'un des produits de design industriel les plus importants du XXe siècle. Il a acquis une réputation d'œuvre d'art et fait partie des collections permanentes de plusieurs musées du monde entier (Musée d'art moderne de New York, Musée des Arts Décoratifs de Paris, Victoria & Albert Museum de Londres, Triennale Design Museum de Milan). Il a été sélectionné en 1970 pour le Prix Compasso d'Oro et est toujours produit aujourd'hui. Il a reçu le Prix BIO en 1973 et le XXVI Prix Compasso d'Oro en 2020. 
Cesare Paolini, architecte, obtint son diplôme à la Faculté d'Architecture de l'École Polytechnique de Turin. Franco Teodoro et Piero Gatti, designers, étudièrent chez l'Istituto Tecnico Industriale Statale per le Arti Grafiche e Fotografiche de la même ville.  
Piero Gatti, Cesare Paolini et Franco Teodoro créèrent leur atelier d'architecture à Turin en 1965, en collaborant dans les domaines de l’architecture, de l’urbanisme, du design industriel, de la photographie et des arts graphiques.  

## Histoire

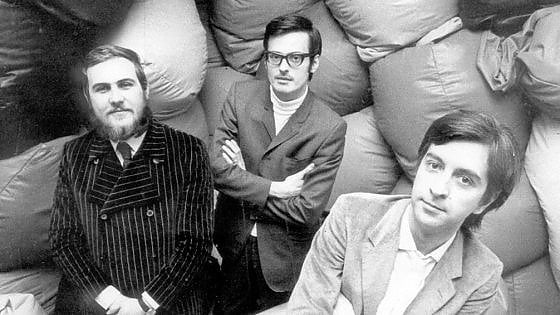
Piero Gatti, Cesare Paolini et Franco Teodoro, auteurs du Sacco.

Le Sacco est un produit industriel conçu par Piero Gatti, Cesare Paolini et Franco Teodoro en 1968. Le premier prototype du fauteuil est proposé et rejeté par une entreprise chimique nationale bien connue. Par la suite, le prototype est proposé à Zanotta, qui le soumet à un processus de révision. Cinq mois après sa mise en série, le prototype a été exposé au salon du meuble de Paris en 1969. Il devint l'un des plus grands succès commerciaux et de costumes enregistrés par un meuble. Le Sacco provient d'une volonté industrielle innovante et d'une expérimentation avant-gardiste en dehors des logiques traditionnelles du meuble et du marché. Gatti, Paolini et Teodoro développent l’idée de transférer la transparence et la légèreté au niveau de l’objet d’ameublement, ce choix conduit à choisir un matériau transparent pour le revêtement. Cependant, la prérogative du projet part d'une matrice paradoxalement fonctionnaliste et ergonomique.

## Philosophie du projet
Ce "fauteuil anatomique" est né de la rencontre entre la volonté d'une industrie en quête d'innovation et d'une expérimentation de projet plus isolée, toujours tournée vers l'avant-garde et en dehors des schémas et logiques traditionnelles du meuble et du marché. Le sac est en fait l’un des cas les plus significatifs de la façon dont l’industrie peut changer les habitudes et les conventions en matière de logement en recueillant les stimuli issus de la culture non officielle du projet, qui prend en compte les besoins de renouvellement qui, bien que non exprimés, sont déjà présents à niveau social. Le projet Sacco part d'une matrice paradoxalement fonctionnaliste et même ergonomique: la science de l'adaptation des objets et des instruments aux besoins du corps humain. Les trois jeunes architectes de Turin abordent le sujet dans des termes qui vont à l’encontre des conceptions de l’époque: en fait, au lieu de concevoir des mécanismes compliqués, ils pensent à une forme modelée sur le corps.

## Ergonomie
L'idée est de trouver une forme modelée sur le corps par une simple inertie et la possibilité de soulever et de transporter l'objet comme un sac, une poignée est appliquée sur le premier prototype pour accentuer le caractère nomade de l'objet. 

## Sémiotique de l'objet

### Composant figuratif
Le rembourrage est fait de billes de polystyrène expansé à haute résistance.La garniture choisie est en tissu ou en cuir, une fermeture éclair a été insérée à la base du siège pour permettre de changer le rembourrage. Le Sacco est un siège profondément différent des autres, il bouleverse la conception traditionnelle: il n'a pas de jambes, il n'a pas de dossier et il n'a même pas de surface d'appui bien définie afin de donner une conformation anatomique au fauteuil lors de l'interaction avec l'usager/utilisateur. 

### Composante taxique
Il se présente donc comme un objet entier avec une forme indéfinie qui donne l'idée de douceur. Pour l'utiliser, l'utilisateur se jette essentiellement sur l'objet définissant la surface d'appui au moyen de son propre poids exercé sur l'objet. Il s'agit donc d'un siège non siège car la position d'utilisation n'est en aucun cas liée et n'est limitée que par l'imagination de l'utilisateur. 

### Catégories plastiques

#### Catégories topologiques
Le fauteuil Sacco est divisé en intérieur et extérieur : 
- intérieur, amorphe;
- extérieur, bien qu'il n'ait pas une forme rigide, il renvoie à l'idée du sac de jute commun, le concept à la base du fauteuil.

#### Catégories eidétiques
Le fauteuil Sacco n'a pas de forme précise, car il n'a pas de structure interne ou rigide. À l'intérieur, il est composé de milliers de boules et de sphères qui remplissent, pas complètement, la structure externe qui est un sac en matériau élastique avec la forme qui rappelle une goutte ou un haricot. Les formes et les lignes de l'objet changent chaque fois qu'une personne s'assoit ou souhaite le personnaliser. 

#### Catégories chromatiques
Le siège Sacco a deux couleurs, l'intérieur et l'extérieur. L'intérieur du sac est composé de milliers de billes de polystyrène blanc. L'extérieur, d'autre part, a un revêtement monochromatique avec des tons saturés et lumineux comme le rouge, le jaune ou le vert. 

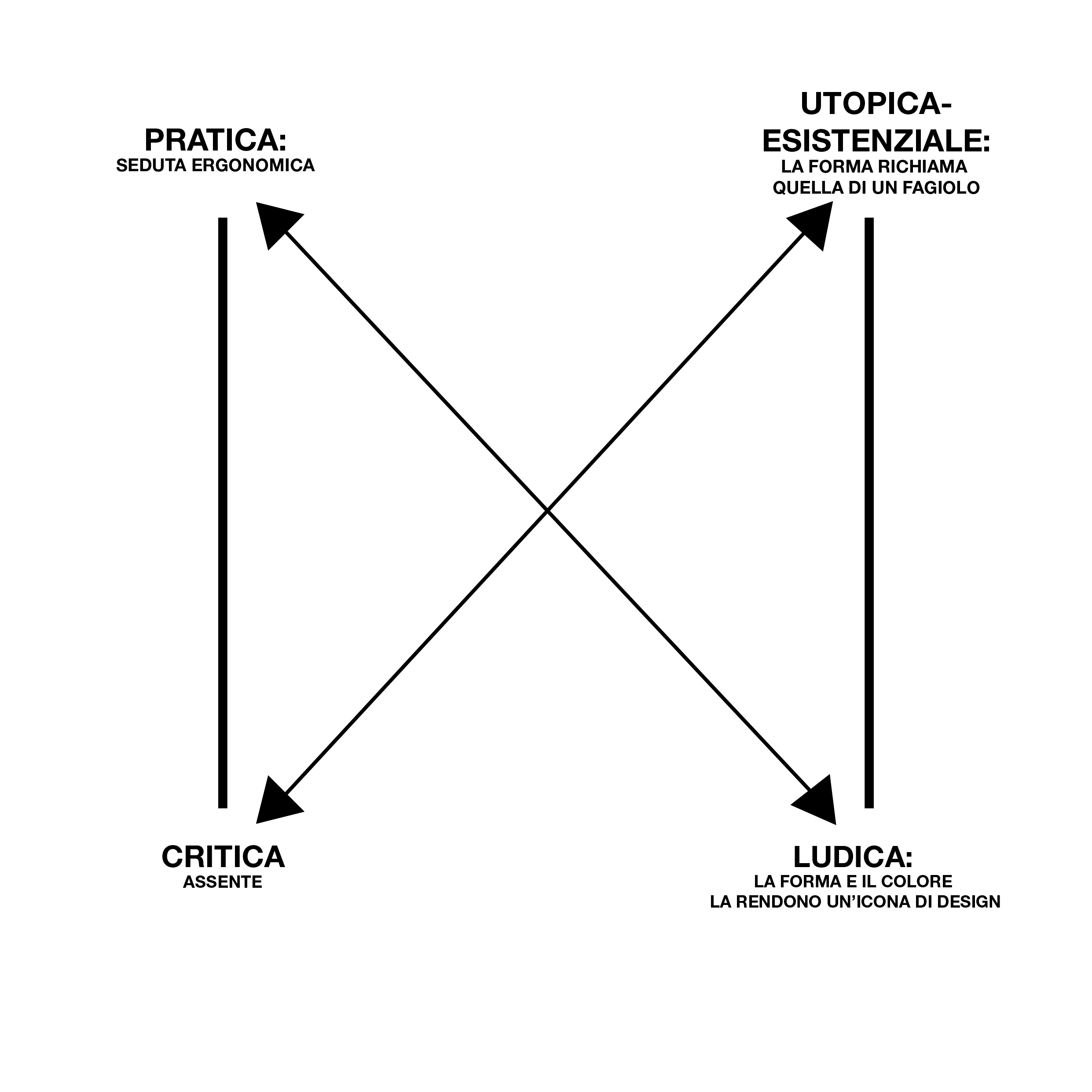
Analyse sémiotique selon la méthode Floch

## Prix
- Bio 5 Ljubljana, 1973
- XXVI Premio Compasso d'Oro, 2020

## Dans les médias
Le siège Sacco a été utilisé dans divers décors de films, dont Fracchia la bête humaine, par Paolo Villaggio . Il est présent dans les bandes dessinées Peanuts réalisées par Charles M. Schultz.

## Expositions
- Museum of Modern Art, New York
- Israel Museum, Jérusalem
- Umèleckoprumyslovè Muzeum, Prague
- Kunstgewerbemuseum, Berlin
- Kunstmuseum, Düsseldorf
- Museum für angewandte Kunst, Vienne
- Taideteollisuusmuseo Konstindustrimuseet, Helsinki
- Musée des Arts Décoratifs, Paris
- The Saint Louis Art Museum, Saint Louis
- Museo dell'arredo contemporaneo, Russi (Ra)
- Museum für Kunst und Gewerbe, Hambourg
- Denver Art Museum, Denver
- Dallas Museum of Art, Dallas
- Fondazione Triennale Design Museum, Milan
- Tel Aviv Museum of Art, Tel Aviv
- Vitra Design Museum, Weil am Rhein
- Musée National d'Art Moderne, Paris
- Thessaloniki Design Museum, Thessalonique
- Brücke-Museum, Berlin
- Fonds Régional d'Art Contemporain, Dunkerque
- Centro Arte e Design, Calenzano
- Powerhouse Museum, Sydney
- Museum voor Sierkunst en Vormgeving, Gent
- Philadelphia Museum of Art, Philadelphie
- Shiodome Italia Creative Center, Tokyo
- Musée d’art moderne et contemporain de Saint-Étienne, Saint-Priest-en-Jarez